# Рупа Госвамі
Шріла Рупа Ґосвамі (Rūpa Gosvāmī IAST; 1493—1564) — індуїстський крішнаїтський богослов і святий, поряд зі своїм старшим братом Санатаною Ґосвамі належав до групи вріндаванських Ґосвамі — наступників і близьких супутників Чайтан'ї Махапрабгу.

## Життєпис

### Сім'я і родовід
Джіва Ґосвамі, в кінці свого коментарю на «Бгаґавата-пурану» «Лагху-вайшнава-тошані», наводить історію роду Рупи Ґосвамі, яка простежується до XIV століття а, коли в Карнатаці жив шановний учений брахмана і раджа Сарваґ'я. Він був Яджур-ведичним брахманом і належав до династії, що бере початок від мудреця Бгарадваджі. Сарваґ'я був дуже освічений і прославився як «джаґад-ґуру», або «учитель світу». У нього був син Аніруддга, який також отримав популярність за свою вченість. У 1416 році Аніруддга став раджею південноіндійського князівства. У нього було дві дружини, кожна з яких народила по одному синові, Рупешвару і Харіхару. Рупешвара став великим ученим у всіх розділах священних писань, а його брат Харіхара був особливо обізнаний на текстах, що стосуються царської політики і військової справи. Після смерті свого батька, брати поділили князівство між собою. Незабаром, однак, Харіхара силою відібрав у свого брата його землі і Рупешвара, разом зі своєю дружиною покинув Карнатаку і влаштувався в Паураст'ї, де їх прихистив місцевий раджа Шрі Шекхарешвара. Там у Рупешвари народився син Падманабга, який став великим пандитом у галузі ведичних писань. Падманабга перебрався у Бенґалію і оселився у місті Найхаті, на березі Ґанґи. У нього було вісімнадцять дочок і п'ятеро синів. Усі його сини також були знавцями писань. Звали їх Пурушоттама, Джаґаннатха, Нараяна, Мурарі і Мукунд. У молодшого сина, Мукунда, народився син на ім'я Кумарадева, у якого було багато дітей. Коли в Найхаті відбулися індо-мусульманські зіткнення, Кумарадева переїхав до провінції Джессор, в область, що межує з Баклачандрадвіпою у Східній Бенґалії (нині Банґладеш). Більшість дослідників вважає, що Кумарадева жив у тому місці, де зараз стоїть село Прембаґг, яке розташоване неподалік від Рамсхари. У Кумарадеви і його дружини Реватідеві було шестеро дітей, троє з них — Амара, Сантош і Валлабга — стали видатними вайшнавами, відомими під іменами Рупа, Санатана і Анупама.

## Літературний внесок
Поряд з турботами по відновленню святих місць, зведення храму і духовному керівництву численної громадою вайшнавів, Рупа Ґосвамі займався складанням книг. У «Чайтан'я-чарітамріті» згадується, що його літературна спадщина включає більше 100 000 віршів (як римованих, так і у ритмічній прозі). Найголовнішою книгою рупи Ґосвамі є «Бгакті-расамріта-сіндгу». У цьій монументальній праці докладним чином розкривається поняття раси у формі систематичної науки. У найтонших деталях Рупа Ґосвамі описує особистісні взаємини Дживи з Крішною, обґрунтовуючи свої висновки посиланнями на різні Священні тексти індуїзму. За це вайшнави присвоїли Рупі Ґосвамі почесний титул «Расачар'я» («ачар'я раси»).
Рупа Ґосвамі написав багато книг, присвячених науці бгакті і ґаудія богослов'я, до числа яких належать: «Упадешамріта», «Бгакті-расамріта-сіндгу», «Ставши-мала», «Хамсадута» та інші.